# 低价超市
低价超市（Niedrig-Preis Markt，一般简写为NP-Markt）是一个德国折扣超市品牌，总部设在北威州明登，属于埃德卡超市集团的一部分。一般而言，低价超市只分布在德国北部。在其标识下方，写有“埃德卡超市伙伴”的字样。顾名思义，低价超市以“低价”作为招牌来吸引顾客，在2017年3月经整修后重新开放的一个门店就写有标语“种类丰富齐全、装修别致且以折扣为导向的物品供应商”"（der discountorientierte Nahversorger mit Sortimentsvielfalt und schickem Ladenbau）。 

## 历史
1973年成立，近年来，低价超市在德国出现萎缩趋势。2017年6月，在汉诺威明登的一家门店因为财政状况不佳而关门歇业。由于此门店是附近3000多人居民区仅有的一家超市，门店的关闭将造成一定程度的“购物难”。尽管超市附近的居民收集了1100个签名，以求恢复门店正常营业，但是依然未能阻止此门店关闭。